# الجامع الكبير (كمران)
الجامع الكبير هو مسجد تاريخي في جزيرة كمران باليمن ويعرف باسم جامع كمران أمر ببناه حسين الكردي قائد الحملة العسكرية المملوكية على اليمن سنة 1515 (921 هجرية)، تكفل الملك فاروق ملك مصر بتجديد وتوسيع المسجد خلال زيارة له للجزيرة سنة 1948 وهي آخر توسعة للمسجد.